# Brijeg, Plužine
Brijeg este un sat din comuna Plužine, Muntenegru. Conform datelor de la recensământul din 2003, localitatea are 91 de locuitori (la recensământul din 1991 erau 123 de locuitori).

## Demografie
În satul Brijeg locuiesc 78 de persoane adulte, iar vârsta medie a populației este de 43,9 de ani (40,3 la bărbați și 49,2 la femei). În localitate sunt 29 de gospodării, iar numărul mediu de membri în gospodărie este de 3,07.
Populația localității este foarte eterogenă.
|  |

| Demografie | Demografie | Demografie |
| An         | Locuitori  | Locuitori  |
| ---------- | ---------- | ---------- |
|            |            |            |
|            |            |            |
|            |            |            |
|            |            |            |
| 1948       | 287        |            |
| 1953       | 274        |            |
| 1961       | 282        |            |
| 1971       | 227        |            |
| 1981       | 161        |            |
| 1991       | 123        | 122        |
| 2003       | 91         | 91         |

| \| Componența etnică conform recensământului din 2003[2] \| Componența etnică conform recensământului din 2003[2] \| Componența etnică conform recensământului din 2003[2] \| Componența etnică conform recensământului din 2003[2] \| Componența etnică conform recensământului din 2003[2] \| \| ----------------------------------------------------- \| ----------------------------------------------------- \| ----------------------------------------------------- \| ----------------------------------------------------- \| ----------------------------------------------------- \| \| \| \| \| \| \| \| Muntenegreni \| Muntenegreni \| \| 42 \| 46,15% \| \| Sârbi \| Sârbi \| \| 36 \| 39,56% \| \| necunoscută \| necunoscută \| \| 10 \| 10,98% \| |              |  |    |        |
| Componența etnică conform recensământului din 2003 |              |  |    |        |
| |              |  |    |        |
| Muntenegreni | Muntenegreni |  | 42 | 46,15% |
| Sârbi | Sârbi        |  | 36 | 39,56% |
| necunoscută | necunoscută  |  | 10 | 10,98% |